# Pierwszy rząd Iva Sanadera
Pierwszy rząd Iva Sanadera – dziewiąty rząd Republiki Chorwacji od rozpoczęcia w 1990 procesu demokratyzacji.
Gabinet powstał 23 grudnia 2003 po wyborach parlamentarnych z tego samego roku do Zgromadzenia Chorwackiego V kadencji. Wybory te zostały wygrane przez pozostającą od 2000 w opozycji Chorwacką Wspólnotę Demokratyczną (HDZ), która dzięki temu zwycięstwu powróciła do władzy. Rząd ten zastąpił drugi gabinet Ivicy Račana. W jego skład weszli przedstawiciele rekomendowani przez HDZ, a także jedna minister z Centrum Demokratycznego (DC). Większość parlamentarną zapewniały m.in. głosy popierających gabinet posłów Niezależnej Demokratycznej Partii Serbskiej (SDSS), Chorwackiej Partii Emerytów (HSU) i Chorwackiej Partii Socjalliberalnej (HSLS). Rząd funkcjonował do końca kadencji parlamentu, tj. do 12 stycznia 2008.

## Skład rządu
| Funkcja                                                             | Minister                  | Partia | Okres urzędowania | Okres urzędowania |
| Funkcja                                                             | Minister                  | Partia | od                | do                |
| ------------------------------------------------------------------- | ------------------------- | ------ | ----------------- | ----------------- |
| premier                                                             | Ivo Sanader               | HDZ    | 23 grudnia 2003   | 12 stycznia 2008  |
| wicepremier, minister ds. rodziny, weteranów i solidarności pokoleń | Jadranka Kosor            | HDZ    | 23 grudnia 2003   | 12 stycznia 2008  |
| wicepremier                                                         | Damir Polančec            | HDZ    | 17 lutego 2005    | 12 stycznia 2008  |
| wicepremier, minister zdrowia i opieki społecznej                   | Andrija Hebrang           | HDZ    | 23 grudnia 2003   | 15 lutego 2005    |
| minister zdrowia i opieki społecznej                                | Neven Ljubičić            | HDZ    | 16 lutego 2005    | 12 stycznia 2008  |
| minister finansów                                                   | Ivan Šuker                | HDZ    | 23 grudnia 2003   | 12 stycznia 2008  |
| minister kultury                                                    | Božo Biškupić             | HDZ    | 23 grudnia 2003   | 12 stycznia 2008  |
| minister rolnictwa, leśnictwa i zarządzania wodą                    | Petar Čobanković          | HDZ    | 23 grudnia 2003   | 12 stycznia 2008  |
| minister spraw zagranicznych                                        | Miomir Žužul              | HDZ    | 23 grudnia 2003   | 16 lutego 2005    |
| minister integracji europejskiej                                    | Kolinda Grabar-Kitarović  | HDZ    | 23 grudnia 2003   | 16 lutego 2005    |
| minister spraw zagranicznych i integracji europejskiej              | Kolinda Grabar-Kitarović  | HDZ    | 17 lutego 2005    | 12 stycznia 2008  |
| minister morza, turystyki, transportu i rozwoju                     | Božidar Kalmeta           | HDZ    | 23 grudnia 2003   | 12 stycznia 2008  |
| minister obrony                                                     | Berislav Rončević         | HDZ    | 23 grudnia 2003   | 12 stycznia 2008  |
| minister sprawiedliwości                                            | Vesna Škare-Ožbolt        | DC     | 23 grudnia 2003   | 9 lutego 2006     |
| minister sprawiedliwości                                            | Ana Lovrin                | HDZ    | 10 lutego 2006    | 12 stycznia 2008  |
| minister ochrony środowiska                                         | Marina Matulović Dropulić | HDZ    | 23 grudnia 2003   | 12 stycznia 2008  |
| minister nauki, edukacji i sportu                                   | Dragan Primorac           | bezp.  | 23 grudnia 2003   | 12 stycznia 2008  |
| minister spraw wewnętrznych                                         | Marijan Mlinarić          | HDZ    | 23 grudnia 2003   | 12 lipca 2005     |
| minister spraw wewnętrznych                                         | Ivica Kirin               | HDZ    | 12 lipca 2005     | 2 stycznia 2008   |
| minister gospodarki, pracy i przedsiębiorczości                     | Branko Vukelić            | HDZ    | 23 grudnia 2003   | 12 stycznia 2008  |